# Phaedrotoma smarti
Phaedrotoma smarti är en stekelart som först beskrevs av Fischer 1966.  Phaedrotoma smarti ingår i släktet Phaedrotoma och familjen bracksteklar. Inga underarter finns listade i Catalogue of Life.